# ديفون هاردن
ديفون هاردن (بالإنجليزية: DeVon Hardin)‏ مواليد 7 أغسطس 1986 في لونغ بيتش، هو لاعب كرة سلة أمريكي. بدأ مسيرته الاحترافية في سنة 2008. تم اختياره من قبل فريق سياتل سوبرسونيكس خلال الدرافت. يبلغ طوله 6 قدم 11 بوصة (2.1 م).

## المسيرة الاحترافية
لعب مع أوكلاهوما سيتي بلو في موسم 2009–2010، ثم لعب مع عنتاب لكرة السلة في الدوري التركي في سنة 2011، ثم لعب مع الريان في سنة 2012.

## روابط خارجية
- ديفون هاردن على موقع سبورتس رفرنس (الإنجليزية)
- ديفون هاردن على موقع كرة السلة الأوروبية.كوم (الإنجليزية)
- ديفون هاردن على موقع كلية كرة السلة في سبورتس رفرنس.كوم (الإنجليزية)
- ديفون هاردن على موقع ريلجم (الإنجليزية)
- ديفون هاردن على موقع سبورتس رفرنس (الإنجليزية)
- ديفون هاردن على موقع سبورتس رفرنس (الإنجليزية)